# ジョージ・ハーバート・ミード

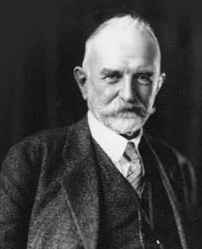
ジョージ・ハーバート・ミード

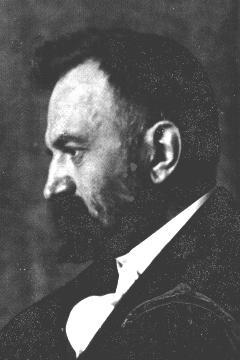
ミード

ジョージ・ハーバート・ミード (George Herbert Mead、1863年2月27日 - 1931年4月26日) は、アメリカの社会心理学者。哲学者、思想史家でもある。研究業績の多くを、シカゴ大学で行い、プラグマティズムの重要な一人として知られている。ミードは、シンボリック相互作用論の父として知られている。プラグマティズムの大家、ジョン・デューイとの共同研究も知られている。

## 生涯
マサチューセッツ州サウス・ハドリーで生まれる。7歳の時、牧師であった父の転任にしたがってオハイオ州オバーリンに移住。清教徒の家庭なので小説がなく、マコーリーの『英国史』、バックルの『イギリス文明史』、モトリの『オランダ共和国の興隆』などの歴史書が少年時代の主な読み物だった。1879年にオバーリン大学に入学し、このころの古典教育によりギリシア・ラテンの詩と文学に親しみ、論文にも古典からの引用がよく見られる。1881年に父が亡くなったため、大学の食堂で給仕をしたりして、大学卒業まで自活する。1883年から3年ほど、ウィスコンシン・セントラル鉄道の延長工事のための測量に従事したり、家庭教師などをして過ごす。1887年に、ハーヴァード大学に編入し、主にジョサイア・ロイスやウィリアム・ジェイムズの講義を聴き、哲学と心理学を専攻することにした。
1888年から1891年にかけてドイツのライプツィヒ大学とベルリン大学に遊学し、会話はうまくならなかったがドイツとフランスの新聞と社会事情をよく研究した。ベルリンで同じ下宿だった友人の姉ヘレン・キャスルと結婚し、帰国した年から夫妻でミシガン州アン・アーバーに住む。ミシガン大学に哲学・心理学の講師として迎えられ、翌年一人息子が生まれる。この大学でミードはデューイの同僚となり、1894年にデューイとともにシカゴ大学に移り、1931年秋からデューイの移ったコロンビア大学にかわる予定だったがその矢先に死去。

## 影響と思想
ミードはデューイ哲学を高く評価しその解説を書いているが、ミード自身の思想にデューイの影響の跡をたどることができない、とされる。一方デューイはミードの社会心理学の理念を受け継いでいる。同時代の思想家ではミードに対するベルクソンやホワイトヘッドの影響は顕著であり、先行する社会学者ではチャールズ・クーリーの影響を受けている。
1910年『心理学はいかなる社会的対象を前提とするか？』『社会的意識と意味の意識』、1912年『社会意識のメカニズム』、1913年『社会的自我』などの論文で書かれていたことを、一つの体系としてまとめたのが1925年の論文『自我の発生と社会的統制』である。
一人ではできず、数人の協力で成り立つ行動を「社会的行動」と呼び、そのような行動が働きかける対象を「社会的対象」と呼ぶことにする。この「社会的対象」は多くの違った個人のそれぞれの異なった行為に対して応える性格を持つ。「社会的対象」はそれと関わる個人の行動が、もう一人別の個人にとってはっきり見えている場合にしか成立しない。ある人が「財産」を持っていて、その財産が他の人にとってどういう意味を持ち、どう関わり合うのかを理解したときに初めて、その「財産」は「社会的対象」となるのである。
「自我」は、ある個人が自分以外の他人の役割を想像できるときに、初めて発生する。自分以外のメンバーがどのような行動をするかの傾向を知り、また自分がどのように行動すれば他のメンバーによって「正しい」と見なされるかも知っている。つまりその時、「自我」は自分にとって一つの「社会的対象」となる。
相手からある種の反応を引き出すために使われた「音声をともなう身振り」が、人間集団に共有されるようになると、それは社会のメンバーにとって共通の意味を持つ「象徴」となる。この「象徴」を産み出すメンバーの協力は、共同の労働を可能とし、さらに複雑な「象徴」の組み合わせが進み、「言語」となる。言語による会話が個人の内面に持ち越されたものが「思想」であり、すべての思想の根底には「身振り」がある。身振りが「自覚された意味を持つ象徴」まで高まると、それは「社会的対象」として一定の広さの社会集団を組織することができる。個人が他人と協力して行うことについて、自分以外の個人の役割をも考慮して、おたがいに行動を統制するようになる。このような「社会的対象」の範囲を更新し拡げることで、地球大の社会性さえ獲得することができよう。
「自我」とは自覚されたときから社会の場にいる、つまり「孤立した自我」は本来の自我の状況ではないというのが、ミードの立場である。「個人」「経験」「精神」はコミュニケーションをとおして出現する。こうしたミードのコミュニケーション論を、デューイが教育・芸術に応用した。

## 著作
- 1932, The Philosophy of the Present, ed. A.E. Murphy, University of Chicago Press.

（河村望訳）『現在の哲学・過去の本性』（人間の科学新社, 2001年）
『現在というものの哲学』 （植木豊編訳）『G・H・ミード著作集成: プラグマティズム・社会・歴史』（作品社, 2018年）所収
- 1934, Mind, Self, and Society: From the Standpoint of a Social Behaviorist, ed. Charles W. Morris, University of Chicago Press.

2015, Mind, Self, and Society: The Definitive Edition, ed. Charles W. Morris, annots. Daniel R. Huebner and Hans Joas, University of Chicago Press.
（三隅一成訳）『行動主義心理學』（白揚社, 1941年） ※世界全体主義大系 第12巻
（稲葉三千男・滝沢正樹・中野収訳）『精神・自我・社会』（「現代社会学大系10」青木書店, 1973年、復刊2005年）
（河村望訳）『精神・自我・社会』（人間の科学社, 1995年）
『精神・自我・社会』 （植木豊編訳）『G・H・ミード著作集成: プラグマティズム・社会・歴史』（作品社, 2018年）所収
（山本雄二訳）『精神・自我・社会』（みすず書房, 2021年）
- 1936, Movements of Thought in the Nineteenth Century, ed. M.H. Moore, University of Chicago Press.

（河村望・近藤敏夫監訳）『19世紀の思想動向（上）』（いなほ書房, 1992年）
（河村望監訳）『19世紀の思想動向（下）』（いなほ書房, 1994年）
（魚津郁夫・小柳正弘訳）『西洋近代思想史――19世紀の思想のうごき（上・下）』（講談社学術文庫, 1994年）
（河村望訳）『十九世紀の思想運動』（人間の科学新社, 2002年）
- 1938, The Philosophy of the Act, ed. Charles W. Morris, University of Chicago Press.
- 1956, The Social Psychology of George Herbert Mead, ed. Anselm Strauss, University of Chicago Press.

1964, George Herbert Mead on Social Psychology: Selected Papers, ed. Anselm Strauss, University of Chicago Press.　※改訂増補版
- 1964, Selected Writings: George Herbert Mead, ed. Andrew J. Reck, University of Chicago Press.
- 1968, George Herbert Mead: Essays on His Social Philosophy, ed. John W. Petras, Teachers College Press.
- 1982, The Individual and the Social Self: Unpublished Essays by G. H. Mead, ed. David L. Miller, University of Chicago Press.

（小川英司・近藤敏夫訳）『社会心理学講義　個人と社会的自我』（いなほ書房, 1990年） ※抄訳。1927年度講義のみ。
（河村望訳）『社会心理学講義・社会的自我』（人間の科学新社, 2001年） ※抄訳。1927年度講義のみ。
- 1999, Play, School, and Society, ed. Mary Jo Deegan, Peter Lang.
- 2001, Essays in Social Psychology, ed. Mary Jo Deegan, Transaction Publishers.
- 2011, The Philosophy of Education, eds. Gert J.J. Biesta and Daniel Troehler, Paradigm Publishers.
- 2011, G.H. Mead: A Reader, ed. Filipe Carreira da Silva, Routledge.
- （船津衛・ 徳川直人編訳）『社会的自我』（恒星社厚生閣, 1991年）
- （加藤一己・宝月誠編訳）『G.H.ミード――プラグマティズムの展開』（ミネルヴァ書房, 2003年）
- （植木豊編訳）『G・H・ミード著作集成: プラグマティズム・社会・歴史』（作品社, 2018年）

### 国内
- 小川英司, 1997, 『新版 G・H・ミードの社会学』いなほ書房.
- 河村望, 2000, 『自我とコミュニケーションの理論』人間の科学社.
- 後藤将之, 1987, 『ジョージ・ハーバート・ミード―コミュニケーションと社会心理学の理論』弘文堂.
- 船津衛, 1989, 『ミード自我論の研究』恒星社厚生閣.
- 船津衛, 2000, 『ジョージ・H・ミード――社会的自我論の展開』東信堂.
- 船津衛編, 1997, 『G.H.ミードの世界――ミード研究の最前線』恒星社厚生閣.
- 徳川直人, 2006, 『G・H・ミードの社会理論――再帰的な市民実践に向けて』東北大学出版会.

### 海外
- Burke, F. Thomas and Krzysztof Skowronski eds., 2013, George Herbert Mead in the Twenty-first Century, Lexington Press.
- Cook, Gary A., 1993, George Herbert Mead, The Making of a Social Pragmatist, University of Illinois Press.
- Deegan, Mary Jo, 2008, Self, War, and Society : George Herbert Mead's Macrosociology, Peter Lang.
- Eames, S. Morris, 1977, Pragmatic Naturalism: An Introduction, Southern Illinois University Press.（峰島旭雄他共訳, 1983, 『認識と価値の哲学―パース・ジェイムズ・ミード・デューイ』大明堂.）
- Goff, Tom W., 1980, Marx and Mead: Contributions to a Sociology of Knowledge, Routledge & Kegan Paul.（河村望監訳, 1982, 『マルクスとミード : 知識社会学への寄与』御茶の水書房.）
- Hamilton, Peter ed., 1992, George Herbert Mead: Critical Assessments, Routledge.
- Huebner, Daniel R., 2014, Becoming Mead: The Social Process of Academic Knowledge, University of Chicago Press.
- Joas, Hans, 1985, G.H. Mead: A Contemporary Re-examination of his Thought, The MIT Press.
- Joas, Hans and Daniel R. Huebner eds., 2016, The Timeliness of George Herbert Mead, The University of Chicago Press.
- Miller, David, 1973, George Herbert Mead: Self, Language, and the World, University of Texas Press.
- Natanson, Maurice, 1956, The Social Dynamics of George H. Mead, Public Affairs Press. （長田攻一・川越次郎訳, 1983, 『G・H・ミードの動的社会理論』新泉社. ）